# 1927 год
1927 (ты́сяча девятьсо́т два́дцать седьмо́й) год  по григорианскому календарю — невисокосный год, начинающийся в субботу. Это 1927 год нашей эры, 7‑й год 3‑го десятилетия XX века 2‑го тысячелетия, 8‑й год 1920‑х годов. Он закончился 98 лет назад.
| Пн | Вт | Ср | Чт | Пт | Сб | Вс |
|    |    |    |    |    | 1  | 2  |
| 3  | 4  | 5  | 6  | 7  | 8  | 9  |
| 10 | 11 | 12 | 13 | 14 | 15 | 16 |
| 17 | 18 | 19 | 20 | 21 | 22 | 23 |
| 24 | 25 | 26 | 27 | 28 | 29 | 30 |
| 31 |    |    |    |    |    |    |

| Пн | Вт | Ср | Чт | Пт | Сб | Вс |
|    | 1  | 2  | 3  | 4  | 5  | 6  |
| 7  | 8  | 9  | 10 | 11 | 12 | 13 |
| 14 | 15 | 16 | 17 | 18 | 19 | 20 |
| 21 | 22 | 23 | 24 | 25 | 26 | 27 |
| 28 |    |    |    |    |    |    |

| Пн | Вт | Ср | Чт | Пт | Сб | Вс |
|    | 1  | 2  | 3  | 4  | 5  | 6  |
| 7  | 8  | 9  | 10 | 11 | 12 | 13 |
| 14 | 15 | 16 | 17 | 18 | 19 | 20 |
| 21 | 22 | 23 | 24 | 25 | 26 | 27 |
| 28 | 29 | 30 | 31 |    |    |    |

| Пн | Вт | Ср | Чт | Пт | Сб | Вс |
|    |    |    |    | 1  | 2  | 3  |
| 4  | 5  | 6  | 7  | 8  | 9  | 10 |
| 11 | 12 | 13 | 14 | 15 | 16 | 17 |
| 18 | 19 | 20 | 21 | 22 | 23 | 24 |
| 25 | 26 | 27 | 28 | 29 | 30 |    |

| Пн | Вт | Ср | Чт | Пт | Сб | Вс |
|    |    |    |    |    |    | 1  |
| 2  | 3  | 4  | 5  | 6  | 7  | 8  |
| 9  | 10 | 11 | 12 | 13 | 14 | 15 |
| 16 | 17 | 18 | 19 | 20 | 21 | 22 |
| 23 | 24 | 25 | 26 | 27 | 28 | 29 |
| 30 | 31 |    |    |    |    |    |

| Пн | Вт | Ср | Чт | Пт | Сб | Вс |
|    |    | 1  | 2  | 3  | 4  | 5  |
| 6  | 7  | 8  | 9  | 10 | 11 | 12 |
| 13 | 14 | 15 | 16 | 17 | 18 | 19 |
| 20 | 21 | 22 | 23 | 24 | 25 | 26 |
| 27 | 28 | 29 | 30 |    |    |    |

| Пн | Вт | Ср | Чт | Пт | Сб | Вс |
|    |    |    |    | 1  | 2  | 3  |
| 4  | 5  | 6  | 7  | 8  | 9  | 10 |
| 11 | 12 | 13 | 14 | 15 | 16 | 17 |
| 18 | 19 | 20 | 21 | 22 | 23 | 24 |
| 25 | 26 | 27 | 28 | 29 | 30 | 31 |

| Пн | Вт | Ср | Чт | Пт | Сб | Вс |
| 1  | 2  | 3  | 4  | 5  | 6  | 7  |
| 8  | 9  | 10 | 11 | 12 | 13 | 14 |
| 15 | 16 | 17 | 18 | 19 | 20 | 21 |
| 22 | 23 | 24 | 25 | 26 | 27 | 28 |
| 29 | 30 | 31 |    |    |    |    |

| Пн | Вт | Ср | Чт | Пт | Сб | Вс |
|    |    |    | 1  | 2  | 3  | 4  |
| 5  | 6  | 7  | 8  | 9  | 10 | 11 |
| 12 | 13 | 14 | 15 | 16 | 17 | 18 |
| 19 | 20 | 21 | 22 | 23 | 24 | 25 |
| 26 | 27 | 28 | 29 | 30 |    |    |

| Пн | Вт | Ср | Чт | Пт | Сб | Вс |
|    |    |    |    |    | 1  | 2  |
| 3  | 4  | 5  | 6  | 7  | 8  | 9  |
| 10 | 11 | 12 | 13 | 14 | 15 | 16 |
| 17 | 18 | 19 | 20 | 21 | 22 | 23 |
| 24 | 25 | 26 | 27 | 28 | 29 | 30 |
| 31 |    |    |    |    |    |    |

| Пн | Вт | Ср | Чт | Пт | Сб | Вс |
|    | 1  | 2  | 3  | 4  | 5  | 6  |
| 7  | 8  | 9  | 10 | 11 | 12 | 13 |
| 14 | 15 | 16 | 17 | 18 | 19 | 20 |
| 21 | 22 | 23 | 24 | 25 | 26 | 27 |
| 28 | 29 | 30 |    |    |    |    |

| Пн | Вт | Ср | Чт | Пт | Сб | Вс |
|    |    |    | 1  | 2  | 3  | 4  |
| 5  | 6  | 7  | 8  | 9  | 10 | 11 |
| 12 | 13 | 14 | 15 | 16 | 17 | 18 |
| 19 | 20 | 21 | 22 | 23 | 24 | 25 |
| 26 | 27 | 28 | 29 | 30 | 31 |    |

## События

### Январь
- 4 января — самораспустилась Всеобщая конфедерация труда Италии[1].
- 23 января — создан ОСОАВИАХИМ.
- 29 января — с назначением Вильгельма Маркса германским канцлером в Германии завершился правительственный кризис.
- 30 января — в Шаттендорфе (Австрия) произошли кровавые столкновения между рабочими демонстрантами и австрийскими национал-социалистами[2].
- 31 января — завершился период военного контроля союзников над Германией.

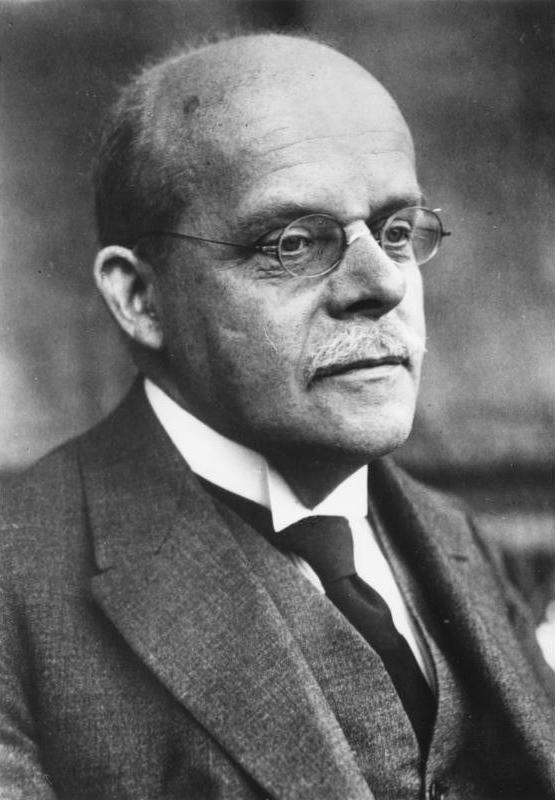
Канцлер Германии Вильгельм Маркс

### Февраль
- 2 февраля — всеобщая забастовка в Австрии в день похорон жертв январских столкновений в Шаттендорфе[2].
- 3 февраля — революционные выступления в Португалии против военного диктатора генерала Кармоны (до 13 февраля).
- 19 февраля — В Китае националисты из движения Гоминьдан добились от Великобритании согласия на уменьшение территорий концессий в Ханькоу и Цзюцзяне.
- 20 февраля — нелегально воссоздана Всеобщая конфедерация труда Италии[1].
- 23 февраля — Великобритания направила СССР «ноту Чемберлена».

### Март
- 1 марта — на пост президента Сальвадора вступил Пио Ромеро Боске. Он сменил Альфонсо Киньонеса Молину, положив конец прямому правлению группировки Мелендесов-Киньонесов.
- 21 марта — в СССР освобождён заместитель Патриаршего местоблюстителя митрополит Сергий, арестованный в 1926 году.
- 21—23 марта — Нанкинский инцидент: вооружённые формирования Гоминьдана захватили Нанкин.
- 24 марта — военные суда США и Великобритании подвергли обстрелу Нанкин[3].

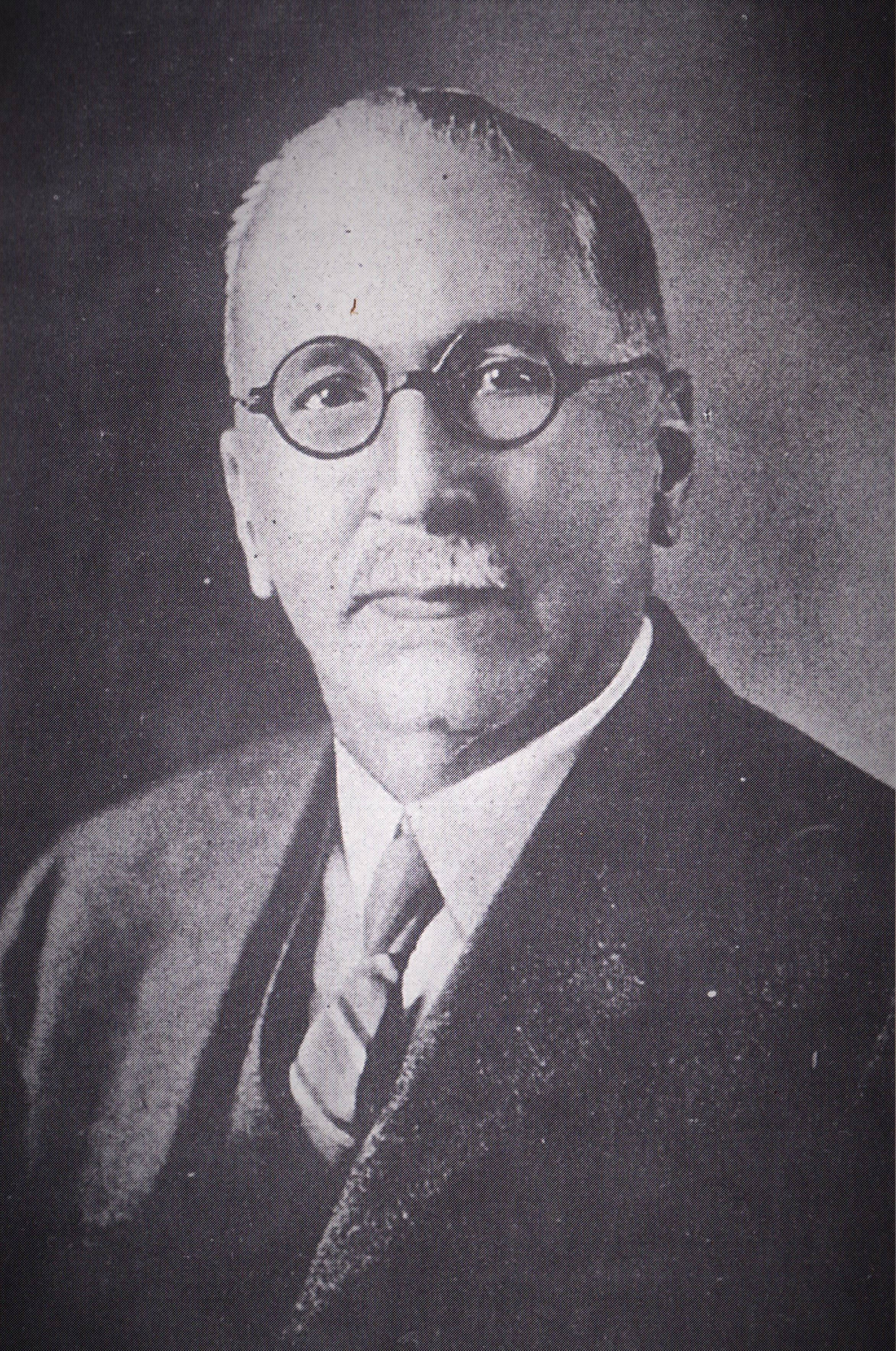
Президент Сальвадора Пио Ромеро Боске

### Апрель
- 5 апреля — Королевство Италия и Королевство Венгрия подписали Договор о дружбе.
- Апрель — июль — к власти в Китае пришёл лидер Гоминьдана Чан Кайши.
- 12 апреля — Шанхайская резня.
- 15 апреля — СССР и Швейцария договорились о восстановлении дипломатических отношений.
- 17 апреля — банковский кризис в Японии вынудил правительство Рэйдзиро Вакацуки уйти в отставку.
- 18 апреля — Чан Кайши сформировал в Нанкине Национальное правительство[3].
- 18—26 апреля — на IV съезде Совета СССР был утверждён принцип пятилетнего планирования. Разработкой первого пятилетнего плана занимались экономисты ВСНХ (председатель В. В. Куйбышев) и Госплана (председатель Г. М. Кржижановский).
- 21 апреля
  - В Москве прошло открытие «Первой мировой выставки межпланетных аппаратов, механизмов, приборов и исторических материалов» — первой в истории международной выставки по космонавтике.
  - В Италии обнародована Трудовая хартия, в которой изложены принципы фашистского корпоратизма.
- Апрель — начало строительства Днепрогэс.

### Май
- 2—23 мая — конференция по экономическим вопросам в швейцарском городе Женева, на которой присутствовали представители 52 государств, в том числе СССР.
- 4 мая — Генри Стимсон (будущий госсекретарь США) занимался примирением фракций в Никарагуа. По просьбе этой страны США выступали наблюдателями на выборах[4].
- 9 мая — в Канберре (Австралия) открылся дворец парламента.
- 12 мая — в городе Типитапа (Никарагуа) при посредничестве личного представителя президента США полковника Генри Стимсона заключено соглашение между либералами и консерваторами, которое должно было положить конец гражданской войне. Власть оставалась в руках Консервативной партии, противоборствующие армии подлежали разоружению, на 1928 год были назначены выборы под контролем США, армия которых продолжала оставаться в Никарагуа в качестве гаранта[4].
- 18 мая — на совещании епископов образован Временный Патриарший Священный Синод при заместителе Патриаршего Местоблюстителя Митрополите Сергие (Страгородском). Официально был зарегистрирован в августе 1927 года.
- 20 мая — в соответствии с договором, подписанным в Джидде, Великобритания признала правительство короля Абдула Аль Азиза Ибн Сауда в Хиджазе.
- 20—21 мая — первый беспосадочный трансатлантический перелёт, совершённый американским лётчиком Чарлзом Линдбергом.
- 21 мая — в Никарагуа командир одного из отрядов Либеральной партии Аугусто Сесар Сандино не признал соглашения в Типитапе, отказался сложить оружие и продолжил военные действия против правительства[5].
- 26 мая — Великобритания аннулировала торговое соглашение и разорвала дипломатические отношения с СССР после предания гласности документов, свидетельствующих о враждебной деятельности Коминтерна в Китае и Британской империи.
- 27 мая
  - В Чехословакии Томаш Масарик вновь избран президентом страны.
  - Япония направила войска на Шаньдунский полуостров, чтобы помешать продвижению к Пекину Национально-революционной армии Китая.

### Июнь
- Разрыв дипломатических отношений между Албанской республикой и Королевством сербов, хорватов и словенцев после ряда инцидентов на границе.
- Завершение восстания друзов в Сирии.
- 1 июня — в Японии создана партия Минсэйто, связанная с концерном Мицубиси[6].
- 3 июня — в Греции принята новая конституция.
- 7 июня — убийство в Варшаве Борисом Ковердой П. Войкова, полпреда СССР в Польше за участие Войкова в организации расстрела Николая II и его семьи.
- 9 июня — после выборов в Ирландском Свободном государстве в парламенте возникла тупиковая ситуация: сторонники британо-ирландского договора получили 47 мест, противники договора — 44, лейбористы — 22, Союз фермеров — 11, Национальная лига — 8, республиканцы — 5, остальные — 16.
- 10 июня в Москве без суда по «постановлению ОГПУ» расстреляны двадцать представителей знати бывшей Российской империи «в ответ» на убийство П. Войкова.
- 14 июня — в Женеве открылась конференция министров иностранных дел Бельгии, Великобритании, Германии, Италии, Франции и Японии. Отклонено предложение Джозефа Остина Чемберлена о совместной декларации «против пропаганды Коминтерна и её связи с Советским правительством». Закрылась 16 июня.
- 20 июня — 4 августа — представители Великобритании, Соединённых Штатов Америки и Японии безуспешно обсудили в Вашингтоне (США) вопрос о разоружении военно-морских сил.

### Июль
- Беспорядки в Самоа, спровоцированные европейцами (до августа).
- 4 июля — Сукарно основал в Бандунге Национальную партию Индонезии[7].
- 6 июля — на пленуме ЦК КП(б) Армении А. Г. Иоаннисян освобождён от обязанностей первого секретаря ЦК КП(б)А. Первым секретарём ЦК избран Г. А. Осепян[8].
- 10 июля — В Ирландии после убийства Кевина О’Хиггинса[англ.] (министра от националистов) подверглась осуждению тактика ирландских республиканцев. В ответ ирландский парламент принял Закон об общественной безопасности, который объявил революционные организации опасными для общества и наделил правительство чрезвычайными полномочиями.
- 14 июля — в Никарагуа командир морской пехоты США в г. Окоталь капитан Хатфилд предложил отряду Аугусто Сесара Сандино сдать оружие. Через 2 дня Сандино начал войну против армии США[5].
- 15—17 июля — в Австрии оправдание националистов, причастных к политическим убийствам, стало причиной организованных социалистами беспорядков и всеобщей забастовки. Уличные бои в Вене[2].

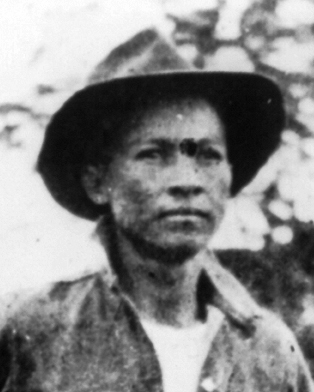
Аугусто Сесара Сандино

- 18 июля — день создания органов государственного пожарного надзора (ГПН).
- 27 июля
  - В СССР учреждено звание Герой Труда[9].
  - Бельгия и Португалия достигли договорённости о границе между Конго и Анголой.
- 28 июля — закон о британских профсоюзах объявил незаконными всеобщие забастовки и локауты.
- 29 июля — «Декларация митрополита Сергия» — послание митрополита и Временного Патриаршего Священного Синода пастве о легализации церкви и лояльном отношении к существующей гражданской власти.

### Август
- 1 августа
  - Началось Наньчанское восстание. Эта дата считается началом «второй гражданской войны» в Китае (КПК против Гоминьдана) и отмечается в КНР как День Народно-освободительной армии Китая[10].
  - В СССР образована Ленинградская область[11].
- 12 августа — в Ирландском свободном государстве после принятия закона, требующего от кандидатов на выборах принести присягу в том, что они в случае избрания будут участвовать в работе парламента, Имон де Валера вместе с другими республиканцами противниками британо-ирландского договора соглашаются занять свои места в нижней палате ирландского парламента.
- 22 августа — союзные войска выведены из Венгрии.
- 23 августа — в Египте после смерти Саада Заглула лидером Националистической партии Вафд стал Мустафа Наххас-паша.
- 23 августа — в США казнь по подложному обвинению анархистов Сакко и Ванцетти (их обвиняли в убийстве и ограблении, совершённом в 1920 году) вызвала громкий протест в связи с недостаточностью доказательств их вины.
- В Италии введён новый Уголовный кодекс, который вновь ввёл смертную казнь и упразднил суд присяжных.

### Сентябрь
- 2 сентября — на выборах в Турции Мустафа Кемаль получил право выдвигать всех кандидатов, в результате чего Народная партия заняла монопольное положение во властных структурах.
- 2 сентября — в Никарагуа генерал Аугусто Сесар Сандино распространил документ, провозглашающий создание Армии защитников суверенитета Никарагуа для борьбы с оккупационными силами США и «предательским правительством». Сандино провозглашён Главнокомандующим Революции. Правительство ввело осадное положение на севере страны, сторонники Сандино отлучены от церкви[12].
- 5 сентября — генерал-губернатор Французского Индокитая Александр Варенн своим постановлением ввёл в действие гражданский, уголовный и процессуальный кодексы для территорий Лаоса[13].
- 15 сентября — в ходе вторых за этот год парламентских выборов в Ирландском Свободном государстве сторонникам британо-ирландского договора не удалось добиться абсолютного большинства в соперничестве с республиканцами и другими партиями: сторонники договора получают 62 места, республиканцы — 57, лейбористы — 13, Союз фермеров — 6, Национальная лига — 2, остальные партии — 13.
- 16 сентября — Рейхспрезидент Германии Пауль фон Гинденбург, принимая участие в торжественном открытие мемориала в Танненберге, отверг вину Германии за развязывание Первой мировой войны, тем самым нарушив ст. 231 Версальского договора.
- 22 сентября — в Сьерра-Леоне запрещено рабство.

### Октябрь
- 1 октября — заключён советско-персидский Договор о ненападении, гарантии и нейтралитете[14].
- 10 октября — в Кордове (Аргентина) основана старейшая в Латинской Америке авиационная компания FMA.
- 16 октября — в СССР объявлено о постепенном переходе к 7-часовому рабочему дню.
- 17 октября — в Норвегии лейбористы одержали победу на парламентских выборах (они получили 59 мест, консерваторы — 30, либералы — 30, Фермерская партия — 26) и сформировали первое в этой стране лейбористское правительство.

### Ноябрь
- 7 ноября — в СССР широко отпраздновано десятилетие Октябрьской революции.
- 10—12 ноября — Всемирный конгресс друзей СССР (Москва).
- 11 ноября — заключён Договор о дружбе между Францией и Королевством сербов, хорватов и словенцев.
- 14 ноября — Лев Троцкий и Григорий Зиновьев исключены из ВКП(б).
- 15 ноября — Канада избирается членом Совета Лиги Наций.
- 22 ноября
  - Персия заявила свои права на остров Бахрейн в Персидском заливе.
  - В ответ на подписание договора между Королевством сербов, хорватов и словенцев и Францией Албания подписывает договор Об оборонительном союзе с Италией, установивший итальянский контроль над албанской армией[15].
- 26 ноября — Во Франции основана фашистская лига «Огненные кресты».
- 30 ноября — На Женевской конференции предложение Литвинова, народного комиссара иностранных дел СССР, начать немедленное разоружение отвергается как «коммунистическая хитрость».

### Декабрь

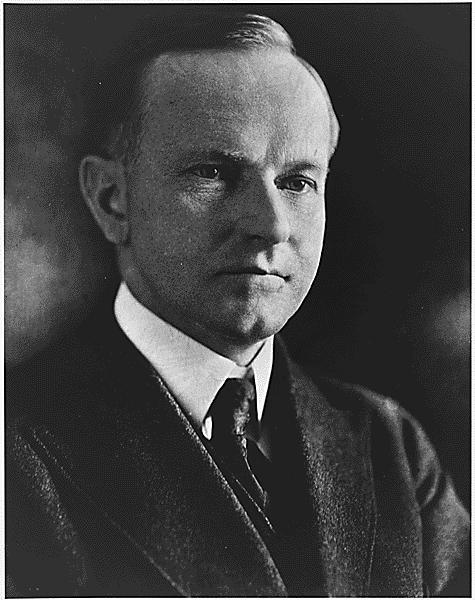
Президент США Калвин Кулидж

- 2 декабря — 19 декабря — Начинает работу XV съезд ВКП(б), который выработал программу коллективизации сельского хозяйства. Съезд довершает разгром оппозиционеров. Из партии исключены 75 деятелей «троцкистско-зиновьевского блока» (среди них Л. Каменев, Г. Пятаков, К. Радек и X. Раковский), а также сторонники группы «демократического централизма». Впоследствии некоторые из них, в частности Л. Каменев и Г. Зиновьев, признают свои ошибки и будут восстановлены в партии в 1928 году.
- 6 декабря — Президент США Калвин Кулидж выступает с ежегодным посланием к Конгрессу. Он называет сторонников А. С. Сандино в Никарагуа «группами скитающихся по горам преступников»[16].
- 11 декабря — 13 декабря — восстание в Кантоне, Китай.
- 13 декабря — Спорный вопрос между Литвой и Польшей передаётся на рассмотрение в Лигу Наций.
- 14 декабря — разрыв дипломатических отношений между Китаем и СССР.
- 14 декабря — Великобритания признаёт независимость Ирака и обещает ему поддержку при вступлении в Лигу Наций в 1932 году.
- 17 декабря — Государственный секретарь США Ф. Б. Келлог предлагает заключить Пакт об отказе от военных действий.

## Политика, право, экономика, общество
- Объёмы промышленного и сельскохозяйственного производства в СССР превысили показатели 1913 года.
- В США создаётся авиакомпания Pan American World Airways.
- В Ираке открыто нефтяное месторождение Киркук.
- Непомерный рост цен в результате спекуляций и участившиеся случаи мошенничества при продаже земли положили конец земельному буму во Флориде.
- Верховный суд США, рассмотрев дело «Никсон против Херндона», признаёт незаконными «первичные выборы только для белых», проведённые в штате Техас.
- Германское правительство принимает обширный пакет законов по борьбе с безработицей.
- Маргарет Сэнгер организует Всемирную конференцию по вопросам народонаселения.
- В Гродно основан зоопарк.
- Изданы:
  - Адольф Гитлер «Майн Кампф» (2 том)
  - Мустафа Кемаль «Новая Турция»
  - Уолтер Липпман «Общественное мнение»

## Наука и техника
- Джино Уоткинс возглавил экспедицию на остров Эдж, архипелаг Шпицберген.
- Немецкий металлург Зигфрид Юнгханс разработал технологию непрерывной разливки цветных металлов.
- Американский учёный Альберт У. Холл улучшил конструкцию люминесцентных ламп.
- Немецкий физик Вернер фон Гейзенберг ввёл в квантовую физику понятие «принципа неопределённости».
- У. Хейтлер и Ф. Лондон создали квантовую теорию валентности.
- В США Филипп Дринкер изобрёл аппарат искусственного дыхания.
- Кости, найденные в Чжоукоудянье (Китай), идентифицированы как останки Пекинского человека.
- Английский археолог Леонард Вулли сделал сенсационные находки на территории древнего государства Ур.

## СМИ
- В США в соответствии с Законом о радиовещании создаётся Федеральная комиссия по радиовещанию, ведающая распределением частот и выдачей лицензий на открытие радиостанций.
- В США образована Колумбийская радиовещательная корпорация CBS.
- В Великобритании осуществлена первая спортивная радиопередача — репортаж о скачках Grand National.
- BBC начинает передавать первую музыкальную программу, которую ведёт Кристофер Стоун, его можно считать первым в мире диск-жокеем

## Персоны года
Человек года по версии журнала Time — Чарльз Линдберг, первый и самый молодой лауреат, лётчик, впервые в истории в одиночку перелетевший Атлантику.

## Родились
См. также: Категория:Родившиеся в 1927 году
- 1 января — Валерий Алексеевич Босенко, советский философ-марксист (ум. в 2007).
- 2 января — Юрий Григорович, советский и российский артист балета, балетмейстер, хореограф (ум. в 2025).
- 13 января
  - Ги Мумину, французский художник и писатель (ум. в 2022).
  - Борис Дмитриевич Харченко, советский живописец и педагог (ум. в 1985).
- 25 января — Том Жобим, бразильский композитор и певец, один из основателей жанра босса-нова (ум. в 1994).
- 4 февраля — Реваз Гамкрелидзе, советский и российский математик, академик РАН (ум. в 2025).
- 7 февраля — Жюльетт Греко, французская певица (ум. в 2020).
- 10 февраля — Альма Адамкене, супруга президента Литвы Валдаса Адамкуса в 1998—2003 и в 2004—2009 годах (ум. в 2023).
- 20 февраля — Сидни Пуатье, американский киноактёр, первый темнокожий обладатель премии «Оскар» за лучшую мужскую роль (ум. в 2022).
- 1 марта — Гарри Белафонте, американский певец и актёр (ум. в 2023).
- 6 марта
  - Габриэль Гарсиа Маркес, колумбийский писатель, лауреат Нобелевской премии по литературе 1982 года (ум. в 2014)
  - Лерой Купер, американский астронавт. Самый молодой из первого отряда астронавтов США (ум. в 2004).
- 8 марта — Гядиминас Йокубонис, литовский скульптор (ум. в 2006).
- 27 марта — Мстислав Ростропович, советский и российский виолончелист, дирижёр (ум. в 2007).
- 29 марта — Злата Николаевна Бызова, советская и российская художница, живописец (ум. в 2013).
- 1 апреля — Ференц Пушкаш, венгерский футболист, один из лучших игроков в истории футбола (ум. в 2006).
- 8 апреля — Владимир Болдырев, советский и российский химик, академик РАН.
- 16 апреля — Бенедикт XVI, папа римский (ум. в 2022).
- 20 апреля — Павел Борисович Луспекаев, советский актёр (ум. в 1970).
- 20 апреля — Фил Хилл, американский автогонщик, чемпион Формулы-1 (ум. 2008).
- 25 апреля — Альбер Удерзо, французский художник комиксов, один из создателей Астерикса (ум. в 2020).
- 27 апреля — Евгений Моргунов, советский и российский актёр кино (ум. в 1999).
- 28 апреля — Борис Добродеев, советский сценарист, отец Олега Добродеева (ум. в 2022).
- 1 мая, Воскресенье, — Шаталов Виктор Фёдорович, народный учитель СССР (ум. в 2020).
- 17 мая — Владимир Саксон, советский художник, живописец, график, декоратор (ум. в 1988).
- 24 мая — Александр Леонтьев, советский и российский теплофизик, академик РАН (ум. в 2022).
- 26 мая — Кристиан фон Кроков, немецкий политолог и писатель (ум. в 2002).
- 3 июня — Валерий Полевой, украинский композитор (ум. в 1986).
- 3 июня — Геннадий Полевой, украинский художник-график (ум. в 2017).
- 12 июня — Генри Слезар, американский писатель, работавший в жанрах фантастики, детектива, триллера, мистики (ум. в 2002).
- 17 июня — Лучо Фульчи, итальянский режиссёр (ум. в 1996).
- 17 июня — Юрий Сергеевич Ершов, советский и российский живописец (ум. в 2008).
- 20 июня — Вячеслав Михайлович Котёночкин, русский режиссёр, художник и аниматор (ум. в 2000).
- 26 июня — Владимир Мотыль, советский и российский кинорежиссёр (ум. в 2010).
- 26 июня — Джерри Шацберг, американский кинорежиссёр.
- 30 июня — Шлейм Аммар тунисский нейропсихиатр и поэт (ум. в 1999).
- 3 июля — Кен Рассел, английский режиссёр, актёр, сценарист, клипмейкер (ум. в 2011).
- 4 июля — Джина Лоллобриджида, итальянская актриса  (ум. в 2023).
- 14 июля — Георгий Васильевич Штыхов, белорусский археолог (ум. в 2018).
- 15 июля — Джо Тёркел, американский актёр театра и кино (ум. в 2022).
- 20 июля — Людмила Алексеева, советская диссидентка, российский общественный деятель, участник правозащитного движения в СССР и постсоветской России (ум. в 2018).
- 13 августа — Давид Падилья Арансибиа, президент Боливии в 1978—1979 годах (ум. в 2016).
- 18 августа — Розалин Картер, Первая леди США в 1977—1981, супруга Джимми Картера (ум. в 2023).
- 22 августа — Ирина Скобцева, советская и российская киноактриса (ум. в 2020).
- 1 сентября — Вадим Туманов, российский предприниматель, золотопромышленник (ум. в 2024).
- 4 сентября — Джон Маккарти, выдающийся американский информатик, автор термина «искусственный интеллект», изобретатель языка Лисп (ум. в 2011).
- 19 сентября — Розмари Харрис, английская актриса.
- 24 сентября — Георгий Толстой, советский и российский правовед, академик РАН.
- 30 сентября — Юрий Каюров, советский актёр, Народный артист РСФСР, многократный исполнитель роли Ленина в театре и кино.
- 1 октября — Олег Ефремов, советский и российский актёр, театральный режиссёр (ум. в 2000).
- 6 октября — Биргит Брюль, датская певица (ум. в 1996).
- 11 октября — Уильям Перри, министр обороны США в 1994—1997.
- 16 октября — Гюнтер Грасс, немецкий писатель, лауреат Нобелевской премии (ум. в 2015).
- 30 октября — Дмитрий Харкевич, советский и российский фармаколог, академик РАН (ум. в 2024).
- 31 октября — Ли Грант, американская киноактриса и режиссёр, обладательница премии «Оскар» за 1975 г.
- 2 ноября — Юрий Трутнев, советский и российский ядерный физик, академик РАН, Герой Социалистического Труда (ум. в 2021).
- 7 ноября — Пётр Петрович Литвинский, советский и российский живописец и педагог (ум. в 2009).
- 7 ноября — Дмитрий Балашов, русский писатель (убит в 2000).
- 14 ноября — Рудольф Голосов, советский военный деятель, вице-адмирал, Герой Советского Союза (ум. в 2022).
- 18 ноября — Эльдар Рязанов, русский режиссёр и сценарист (ум. в 2015).
- 20 ноября — Эстель Парсонс, американская актриса, обладательница премии «Оскар».
- 20 ноября — Михаил Ульянов, советский и российский актёр (ум. в 2007).
- 28 ноября — Абдул Халим Муадзам Шах Выборный король Малайзии c 1970 по 1975 и c 13 декабря 2011, султан Кедаха с 13 июля 1958 года (ум. в 2017).
- 5 декабря — Рама IX, король Таиланда в 1946—2016 (ум. в 2016).
- 6 декабря — Владимир Наумович Наумов, советский и российский актёр и режиссёр (ум. в 2021).
- 8 декабря — Владимир Шаталов, советский космонавт (ум. в 2021).
- 13 декабря — Женевьев Паж, французская актриса театра и кино (ум. в 2025).
- 18 декабря — Рэмси Кларк, генеральный прокурор США в 1967—1969 (ум. в 2021).
- 25 декабря — Рам Нараян, индийский музыкант (ум. в 2024).
- 28 декабря — Эдвард Бабюх, польский политик, в 1980 году премьер-министр Польши (ум. в 2021).
- 28 декабря — Олег Каравайчук, советский и российский композитор, пианист-импровизатор (ум. в 2016).
- 30 декабря — Робер Оссейн, французский актёр и кинорежиссёр (ум. в 2020).
- неизвестно — Абдуль-Басит Абдус-Самад, египетский чтец Корана (ум. 1988).

## Скончались
См. также: Категория:Умершие в 1927 году

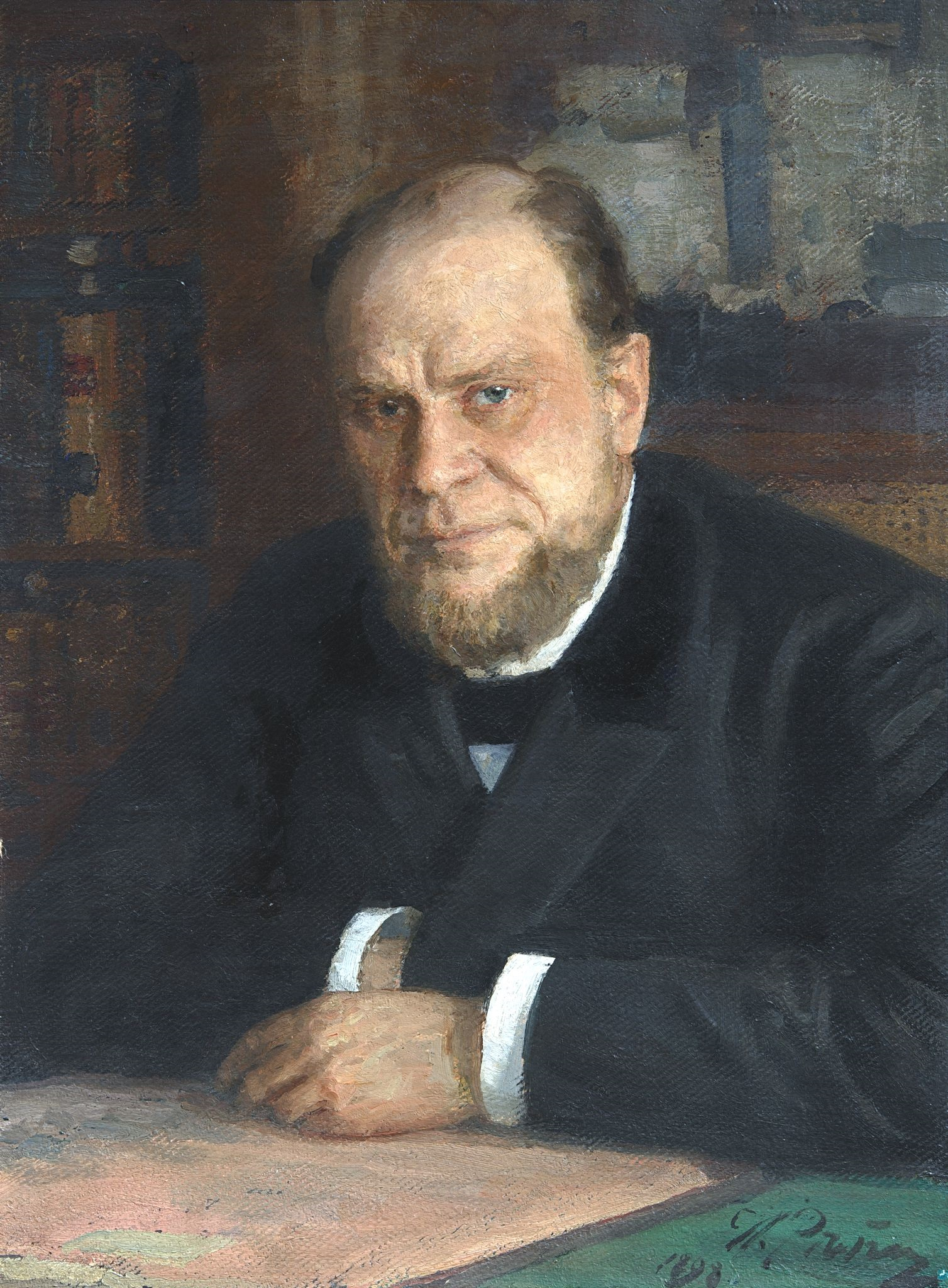
Анатолий Фёдорович Кони

- 16 февраля — Йо́нас Басана́вичюс, литовский историк, фольклорист, публицист, общественный деятель (род. 1851).
- 27 февраля — Владимир Михельсон (р. 1860), российский и советский физик, геофизик, профессор, один из основоположников отечественной актинометрии.
- 3 марта — Михаил Арцыбашев, русский писатель (род. 1878).
- 15 апреля — Гастон Леру, французский писатель, журналист (род.1868).
- 26 мая — Борис Михайлович Кустодиев, русский художник (автор картины «Купчиха за чаем») (род. 1878).
- 14 июня — Джером К. Джером, английский писатель-юморист (род. 1859).
- 13 июля — Александр Владимирович Жиркевич, русский писатель, коллекционер, общественный деятель.
- 11 августа — Альберт Хирш (род. 1841), австрийский народный композитор, поэт, певец, актёр, режиссёр и драматург.
- 17 сентября — Анатолий Фёдорович Кони, русский юрист, литератор и общественный деятель, член Государственного совета (род. 1844).
- 2 октября — Сванте Август Аррениус, выдающийся шведский физикохимик, лауреат нобелевской премии по химии (1903).
- 7 октября — Поль Серюзье, французский художник, основатель группы «Наби» (род. 1864).
- 23 ноября — Станислав Пшибышевский, польский писатель.
- 23 декабря — Мотеюс Густайтис, литовский поэт и переводчик.
- 24 декабря — Сергей Дмитриевич Сазонов, российский государственный деятель, министр иностранных дел Российской империи (1910—1916).

## Нобелевские премии
- Физика — Артур Холли Комптон — «За открытие эффекта, названного его именем», Чарлз Томсон Риз Вильсон — «За метод визуального обнаружения траекторий электрически заряженных частиц с помощью конденсации пара».
- Химия —
- Медицина и физиология —
- Литература — Анри Бергсон — «В знак признания его ярких и жизнеутверждающих идей, а также за то исключительное мастерство, с которым эти идеи были воплощены».
- Премия мира —